# Double Star
Double Star (kinesiska: 双星) är en satellitbaserad mission bekostad av ESA och av Kinas nationella rymdstyrelse (CSNA). 
Missionen använder sig av två satelliter som går i omkrets runt jorden, den ena nära ekvatorn och den andra i en polarbana.
Båda är designade, utvecklade, uppskjutna och sköts av CSNA. Det är den första satelliten som skjutits upp av Kina i syfte att undersöka jordens magnetosfär.

## Missionsöversikt
Den första av de två satelliterna, Tan Ce 1 (探测一号, kinesiska för Explorer 1, även kallad TC-1) sköts upp 29 december 2003. Den andra satelliten (TC-2, 探测二号) sköts upp 25 juli 2004.
De 660 kg tunga satelliterna sköts upp med kinesiska Chang Zheng 2C-raketer.
Den 14 oktober 2007 brann TC-1 upp under en beordrat återinträde i jordens atmosfär.